# Vahojärvi (sjö, lat 61,93, long 23,25)
Vahojärvi är en sjö i Finland. Den ligger i kommunen Parkano i landskapet Birkaland, i den sydvästra delen av landet, 210 km norr om huvudstaden Helsingfors. Vahojärvi ligger 128 meter över havet. Arean är 2,65 kvadratkilometer och strandlinjen är 16,85 kilometer lång. Sjön  ingår i Kumo älvs huvudavrinningsområde.   I omgivningarna runt Vahojärvi växer i huvudsak barrskog.
I övrigt finns följande i Vahojärvi:
- Haisevasaari (en ö)
- Joopinkari (en ö)
- Matales (en ö)
- Mustasaari (en ö)
- Puskakari (en ö)
- Talassaari (en ö)